# Шуман, Морт
Морт Шу́ман (англ. Mort Shuman; 12 ноября 1936 — 2 ноября 1991) — американский музыкант, поэт-песенник, певец, игравший на фортепиано и гитаре, актёр..
Вошёл в историю рок-н-ролла как композитор, написавший множество рок-н-ролльных песен 1960-х годов в соавторстве с поэтом-песенником Доком Помусом.
Во второй половине 1960-х годов переехал во Францию, где познакомился с Жаком Брелем и стал переводить его песни на английский язык. По мнению музыкального сайта AllMusic, именно своими интерпретациями Жака Бреля он больше всего и известен.
В 2010 году Морт Шуман был включён Зал славы рок-н-ролла (в категории «Неисполнители», так называемая премия Ahmet Ertegun Award). Таким образом он присоединился в Зале славы к своему соавтору Доку Помусу, который был принят туда в 1992 году.
Ранее, в 1992 году, Морт Шуман был включён в Зал славы авторов песен.

## Дискография
Студийные альбомы.
- 1969: My Death
- 1972: Amerika
- 1973: Voilà comment...
- 1974: Des chansons sentimentales
- 1976: Imaginе
- 1977: My name is Mortimer
- 1979: Le Nègre blanс
- 1980: Slave
- 1982: Lumières d'amour
- 1984: Pharaon
- 1991: Distant Drum